# КАА Гент
КАА Гент (Koninklijke Atletiek Associatie Gent) е професионален футболен клуб от белгийския град Гент и от сезон 1989/90 играе в белгийската първа дивизия (Eerste Klasse). Клубът е един от основателите на белгийската футболна федерация. Шампион на Белгия през сезон 2014/15. Това е първата шампионска титла за отбора. Най-големят успех на Гент в Европа е четвъртфинал в турнира за Купата на УЕФА през 1992 г.
КАА Гент играе мачовете си на Жул Отенстадион с капацитет 12.919 седящи места. През 2006 г. е изготвен проект за изграждане на чисто нов стадион, но строежът се отлага поради забавяне при издаването на разрешителното за строеж. Заради това строежите започват едва през март 2008 г. Новият стадион ще се казва Артевелдестадион и ще приема 20.000 зрители.
Цветовете на отбора са синьо-бели. Във френскоезичните вестници отборът е наричан La Gantoise, но през 1971 г. въвежда холандското си име. Отборът носи прякора си de Buffalo's след посещение на легендарния Бъфало Бил и пътуващия му цирк в Гент в началото на XX век.

## Успехи

### Национални
- Белгийска Про Лига
  -  Шампион (1): 2014/15
  -  Вицешампион (2): 1954/55, 2009/10
- Купа на Белгия
  -  Носител (4): 1964, 1984, 2010, 2022
  -  Финалист (1): 2018/19
- Суперкупа на Белгия
  -  Носител (1): 2015
  -  Финалист (2): 1984, 2010

### Международни
- Шампионска лига
  - 1/8 финал (1): 2015/2016
- УЕФА Купа Интертото
  -  Финалист (2): 2006, 2007